# Кутлугуза
Кутлугу́за (рос. Кутлугуза, башк. Ҡотлоғужа) — присілок у складі Гафурійського району Башкортостану, Росія. Входить до складу Більської сільської ради.
Населення — 314 осіб (2010; 307 в 2002).
Національний склад:
- башкири — 71%
- татари — 29%